# العلاقات الأرمنية التركية
لا تُعد العلاقات الأرمينية التركية موجودة بشكل رسمي وكانت عدائية عبر التاريخ. فشل البلدان في إقامة علاقات دبلوماسية، وذلك في الوقت الذي اعترفت فيه تركيا بأرمينيا (على حدود جمهورية أرمينيا الاشتراكية السوفيتية)، وذلك بعد فترة وجيزة من إعلان الأخيرة الاستقلال في سبتمبر عام 1991. ردت تركيا على حرب مرتفعات قرة باغ بإغلاق حدودها مع أرمينيا لدعم أذربيجان في عام 1993.
شهد البلدان ذوبان جليد قصير الأمد في العلاقات الثنائية بين عامي 2008 و2009، ووقعا على بروتوكولات التطبيع في أكتوبر عام 2009. لم يُصدَّق على البروتوكولات أبدًا، وانتهى تقارب البلدين في العام التالي، وأُلغت أرمينيا البروتوكولات رسميًا في مارس عام 2018.

## العلاقات الحديثة

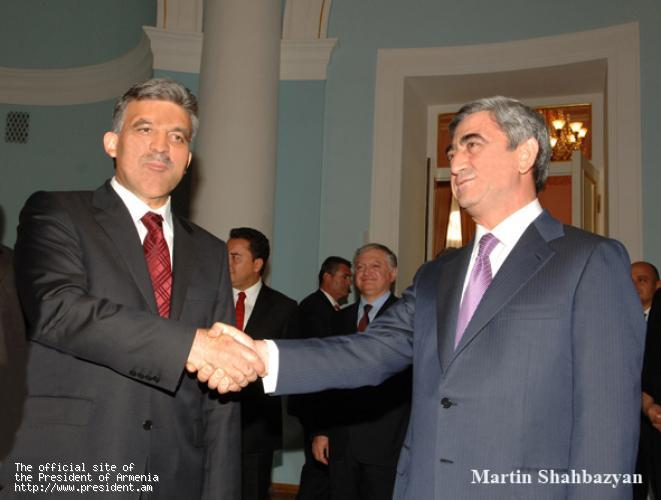
زيارة رئيس الجمهورية التركية عبد الله غول إلى جمهورية أرمينيا في العام 2008.

### استقلال أرمينيا في عام 1991
كانت تركيا من أوائل الدول التي اعترفت باستقلال أرمينيا بعد انهيار الاتحاد السوفيتي في عام 1991، ولكن أنقرة رفضت إقامة علاقات دبلوماسية مع يريفان، وكذلك إطلاق بوابتي الحدود الأرمينية التركية، مثل عليجان-مارجاران ودوجوكاب-أخوريك. طرحت تركيا شرطين مسبقين، فيجب أن تعترف أرمينيا بالحدود التركية الأرمينية، والتي أُنشِئت بموجب معاهدة قارص في عام 1921، أي التنازل عن المطالبات الإقليمية، وكذلك وضع حد لعملية الاعتراف الدولي بالإبادة الجماعية للأرمن.

### الجمود الدبلوماسي

#### حرب مرتفعات قرة باغ
كانت تركيا عضوًا نشطًا في مجموعة مينسك التابعة لمنظمة الأمن والتعاون في أوروبا، والتي أنشأها مؤتمر الأمن والتعاون في أوروبا في عام 1992 للتوسط لإنهاء النزاع بين أرمينيا وأذربيجان حليفة تركيا على الأوبلاست (المحافظة) المستقل المتنازع عليه في مرتفعات قرة باغ؛ والذي كان محتدمًا منذ تصويت برلمان الأوبلاست على الوحدة مع أرمينيا في 20 فبراير عام 1988؛ ولكن المجموعة أحرزت تقدمًا ضئيلًا وسرعان ما اندلع القتال على نطاق واسع.
تدهورت العلاقات الأرمينية التركية تدريجيًا، وذلك مع استمرار الجيش الأرمني في تحقيق مكاسب في منطقة مرتفعات قرة باغ، وأدى استيلاء الأرمن على شوشا في 9 مايو عام 1992 إلى تعرض رئيس الوزراء التركي سليمان دميرل لضغوط كبيرة من العامة للتدخل. عارض دميرل مثل هذا التدخل، وقال إن دخول تركيا في الحرب سيؤدي إلى صراع أكبر بين المسلمين والمسيحيين. لم ترسل تركيا قوات لمساعدة أذربيجان، ولكنها زودت أذربيجان بمساعدة عسكرية ومستشارين.
أدى التطهير العرقي اللاحق لمرتفعات قرة باغ من جميع سكانها الأذربيجانيين، والذي بلغ ذروته في مذابح خوجالي في فبراير عام 1992، والتطهير العرقي للأرمن الذين يعيشون في مناطق أخرى من أذربيجان، وذلك كما حدث في مذبحة باكو، إلى زيادة تفاقم العلاقات، والتي لم تكن جيدة قط.
قرار مجلس الأمن الدولي رقم 822
شاركت تركيا في رعاية قرار مجلس الأمن رقم 822، والذي أكد على مرتفعت قرة باغ كجزء من وحدة أراضي أذربيجان، والمطالبة بانسحاب القوات الأرمينية من كلبجر. انضمت تركيا إلى أذربيجان في فرض حظر اقتصادي على أرمينيا في وقت لاحق من عام 1993، وأُغلِقت الحدود بين الدولتين.
حشد الأرمن قوة للاستيلاء على فضولي وجبرائيل في أذربيجان في جنوب مرتفعات قرة باغ في منتصف أغسطس عام 1993؛ ورد رئيس الوزراء التركي تانسو تشيلر بإرسال آلاف القوات التركية إلى الحدود ومطالبة أرمينيا بالانسحاب من أراضي أذربيجان. واجهت قوات الاتحاد الروسي في أرمينيا تحركاتها، وتجنبت بذلك أي احتمال يقتضي بمشاركة تركيا بأي دور عسكري في النزاع.
أُعيد إحياء ذكريات الإبادة الجماعية للأرمن خلال النزاع عن طريق مزاعم التطهير العرقي، ودخل المؤرخ الأمريكي برنارد لويس النقاش بالقول، في مقابلة في نوفمبر عام 1993، إن وصف المذابح التي ارتكبها الأتراك في عام 1915 بأنها إبادة جماعية كان فقط «النسخة الأرمنية من هذا التاريخ». قاضته السلطات الفرنسية بسبب هذا التعليق وغرمته.

## القضايا العالقة

### إنكار الإبادة الجماعية للأرمن
تُعد التوترات الناشئة عن الإبادة الجماعية للأرمن، والقتل المنهجي لما يقدر بنحو 1.5 مليون أرمني من قبل سلطات الدولة العثمانية خلال الحرب العالمية الأولى نقطة خلاف مريرة؛ إذ عرف معظم المؤرخين القتل على أنه إبادة جماعية، وهو مصطلح ترفض الدولة التركية تطبيقه.
يؤكد معظم المؤرخين أنها كانت محاولة متعمدة ومدبرة لإبادة السكان الأرمن في الدولة العثمانية. يجسد هذا الرأي أيضًا موقف جمهورية أرمينيا.
رفضت جمهورية تركيا الرقم 1.5 مليون للعدد النهائي للقتلى، وأدعت على أن الوفيات كانت حوالي 200 إلى 300 ألف، وأكدت على أنها كانت نتيجة مرض ومجاعة ونزاع بين الأعراق خلال اضطراب الحرب العالمية الأولى، وقالت إن متمردو حرب الطاشناق الداشناك والهنشاك الأرمن قد انحازوا إلى الجيش الروسي الذي غزا شرق الأناضول أثناء الحرب، وارتكب المذابح ضد السكان المسلمين المحليين (الأتراك والكرد) في تلك المنطقة.
إن مجرد الحديث عن الإبادة الجماعية للأرمن في تركيا يعني المخاطرة «بإهانة الهوية التركية»، وهي جريمة جنائية أودت بالعديد من المثقفين الأتراك إلى المحاكمة، إذ إن ذكر كلمة «إبادة جماعية» بحد ذاتها هو مدعاة للإهانة.

رد إسرائيل تشارني والجمعية الدولية لعلماء الإبادة الجماعية على دعوات تركيا لإجراء مزيد من الدراسة المحايدة في رسالة مفتوحة إلى رئيس الوزراء التركي، وكان مفادها:
نحن نمثل القسم الرئيسي من العلماء الذين يدرسون الإبادة الجماعية في أمريكا الشمالية وأوروبا. نحن قلقون بأنك لا تدرك تمامًا مدى السجل العلمي والفكري للإبادة الجماعية للأرمن، وكيفية توافق هذا الحدث مع تعريف اتفاقية الأمم المتحدة للإبادة الجماعية، وذلك عند المطالبة بإجراء دراسة محايدة للإبادة الجماعية للأرمن. نريد أن نؤكد أنه ليس الأرمن فقط من يؤكدون على الإبادة الجماعية للأرمن، بل الرأي الغالب للعلماء الذين يدرسون الإبادة الجماعية، أي مئات العلماء المستقلين، الذين ليس لديهم انتماءات مع الحكومات، والذين يمتد عملهم إلى العديد من البلدان والجنسيات وعلى مدى عقود.
أجرت العديد من المنظمات الدولية دراسات حول الأحداث، وجزم كل منها بدوره أن مصطلح «الإبادة الجماعية» يصف على نحو ملائم «المذبحة العثمانية للأرمن بين عامي 1915-1916». يُعد المركز الدولي للعدالة الانتقالية، والجمعية الدولية لعلماء الإبادة الجماعية، واللجنة الفرعية لمنع التمييز وحماية الأقليات التابعة للأمم المتحدة من بين المنظمات التي تؤكد هذا الاستنتاج.
أصدرت عدة دول وولايات أمريكية إدانات تشريعية رسمية للإبادة الجماعية للأرمن، وذلك على الرغم من الضغوط الدبلوماسية والاقتصادية التركية الهائلة بحقهم. اعتمدت سويسرا قوانين تعاقب إنكار الإبادات الجماعية.

### النزاع الحدودي
كانت تركيا حذرة بشكل خاص من المشاعر الأرمنية المتشددة التي تطالب بإقليم «أرمينيا التاريخية» داخل تركيا في مناخ ما بعد الاتحاد السوفيتي الوحدوي. واصل الاتحاد الثوري الأرمني، وهو حزب سياسي أرمني، الإصرار على التراجع نحو معاهدة الحدود الإقليمية لسيفر. رفضت تركيا المعاهدة بعد توقيع الدولة العثمانية على المعاهدة بعد أن نجحت في حرب الاستقلال التركية، وخلفت الإمبراطورية.
أعلنت أرمينيا رسميًا اعترافها الدائم بالحدود الحالية مع تركيا، وكما قال وزير خارجيتها السابق وارطان أوسكانيان: «لم تطرح أرمينيا مشكلة تتعلق بصحة معاهدة قارص، لأن أرمينيا لا تزال مخلصة لجميع الاتفاقات الموروثة من الاتحاد السوفيتي».
هددت هذه النزاعات الحدودية المستمرة بعرقلة المفاوضات بين أرمينيا وتركيا قبل الإعلان عن خارطة الطريق المؤقتة في أبريل عام 2009؛ وذلك مع مجموعة من الصحفيين الأذربيجانيين الذين رفضوا الإذن بالسفر إلى تركيا لمشاهدة أعمال التجديد على بوابة الحدود، واعتقال السلطات الأرمنية الصحفي التركي سيرفيت ياناتما وأربعة من زملائه بعد محاولتهم تصوير الحدود التركية الأرمينية دون إذن.

## المساعدات الإنسانية
أعلنت أرمينيا بقرار من رئيس الوزراء نيكول باشينيان عن إرسال فرق إنقاذ إلى كلٍ من تركيا وسوريا للمساعدة في عمليات البحث في المناطق التي تعرضت للزلزال في 6 شباط 2023. 